# Gene Ammons
Eugene „Jug“ Ammons (Chicago, 14 april 1925 - aldaar, 6 augustus 1974) was een Amerikaanse jazzsaxofonist, en de zoon van de boogiewoogie-pianist Albert Ammons.
Hij maakte deel uit van de bands van Billy Eckstine en Woody Herman van het midden tot aan het einde van de jaren 40. In 1950 vormde hij een duo met Sonny Stitt. Zijn latere carrière werd onderbroken door twee gevangennemingen voor narcoticabezit, de eerste keer van 1958 tot 1960, de tweede van 1962 tot 1969.
Hij overleed in 1974 op 49-jarige leeftijd aan de gevolgen van botkanker.
- Biblioteca Nacional de España: XX830929
- Bibliothèque nationale de France: cb138907342 (data)
- CiNii: DA09428073
- Gemeinsame Normdatei: 134607805
- International Standard Name Identifier: 0000 0003 6861 6103
- Library of Congress Control Number: nr90001051
- Nationale Bibliotheek van Letland: 000058122
- MusicBrainz: 00dbf694-d614-44cc-91d3-21bf18800e3d
- Nationale Bibliotheek van Tsjechië: ola2002159261
- Nationale Bibliotheek van Israël: 987007349687405171
- Nederlandse Thesaurus van Auteursnamen: 09574746X
- Istituto Centrale per il Catalogo Unico: LO1V262304
- SNAC: w63d0fvg
- Système universitaire de documentation: 119891158
- Virtual International Authority File: 100251029
- WorldCat: E39PBJdM7K48JBkC7JgWtx9xDq